# Luces de candilejas
Luces de candilejas es una película argentina filmada en colores, dirigida por Enrique Carreras según su propio guion escrito con diálogos de Agustín Cuzzani que se estrenó el 11 de septiembre de 1958 y que tuvo como protagonistas a Alberto Castillo, Amelita Vargas, Francisco Charmiello y Luis Prendes. Fue filmada en el Uruguay.

## Sinopsis
Tres supuestos hermanos, un cantante de boleros, otro de tangos y uno de mambos, son citados para una revista musical.

## Reparto
- Alberto Castillo ... Radamés
- Amelita Vargas ... Amnerys
- Francisco Charmiello ... Dino Grassi
- Luis Prendes ... Amonarro
- Francisco Álvarez
- Miguel de Molina ... Como él mismo
- Guillermo Brizuela Méndez ... Presentador
- Gloria Ferrandiz ... Tía Laura
- Mario Baroffio

## Comentarios
La Razón dijo:

”Ahora es con color. Son todos rostros conocidos y hacen también cosas conocidas. El resultado es previsible y muy poco alentador en lo que respecta a la cinematografía local.”

Por su parte Roland escribió:

”Revista con lastre (el argumento).”